# Tour de Pologne 2008
65. edycja wyścigu kolarskiego Tour de Pologne odbyła się w dniach 14–20 września 2008 roku. W imprezie wystartowało 18 ekip kolarskich, organizator zaprosił ponadto ekipy z niższej dywizji – Continental Pro, a także, co jest nowością, reprezentację gospodarzy. Łączna długość trasy to 1076,4 km (z planowanej długości 1258,6 km). Średnia prędkość wyniosła 40,591 km/h.
Zwycięzcą wyścigu został kolarz grupy Team CSC Niemiec Jens Voigt.
Start wyścigu zaplanowano jak przed rokiem w Warszawie. Tym razem był to krótki 4-kilometrowy odcinek jazdy drużynowej na czas. Meta została usytuowana po raz pierwszy w Krakowie, a nie jak w latach poprzednich w Karpaczu, gdzie odbywała się dziewięć razy z rzędu.
Tour de Pologne obchodziła w tym roku potrójny jubileusz. We wrześniu minęło 80 lat od startu pierwszego wyścigu, jednocześnie była to jego 65. edycja oraz piętnasta organizowana przez Czesława Langa.
Wyścig rozgrywany był w bardzo trudnych warunkach atmosferycznych. Przenikliwe zimno (poniżej 10 stopni Celsjusza, a w Zakopanem nawet kilka stopni) i padający deszcz w znaczący sposób wpłynął na jazdę kolarzy na poszczególnych etapach. Skandalem zakończył się etap czwarty, prowadzący z Bielska Podlaskiego do Lublina. Na jedną rundę przed końcem etapu peleton (po raz pierwszy w historii TdP) zrezygnował z dalszej jazdy. Kolarze, nie ścigając się, wjechali na ostatnią rundę i zaprzestali dalszej jazdy, protestując w ten sposób przeciwko decyzjom sędziów o nieuwzględnieniu ich próśb o skróceniu etapu, który i tak dzień wcześniej został oficjalnie skrócony. Kolarze swój protest tłumaczyli tym, iż nie zamierzali rywalizować na śliskich jezdniach w fatalnych warunkach atmosferycznych i narażać się na niebezpieczeństwo. Sędziowie i organizatorzy postanowili w tej sytuacji uznać etap za nieważny, a wszelkie klasyfikacje tego etapu zostały anulowane, wszystkie nagrody przewidziane na 4 etapie nie zostały przyznane, a bonifikaty za lotne premie unieważnione.

## Etapy

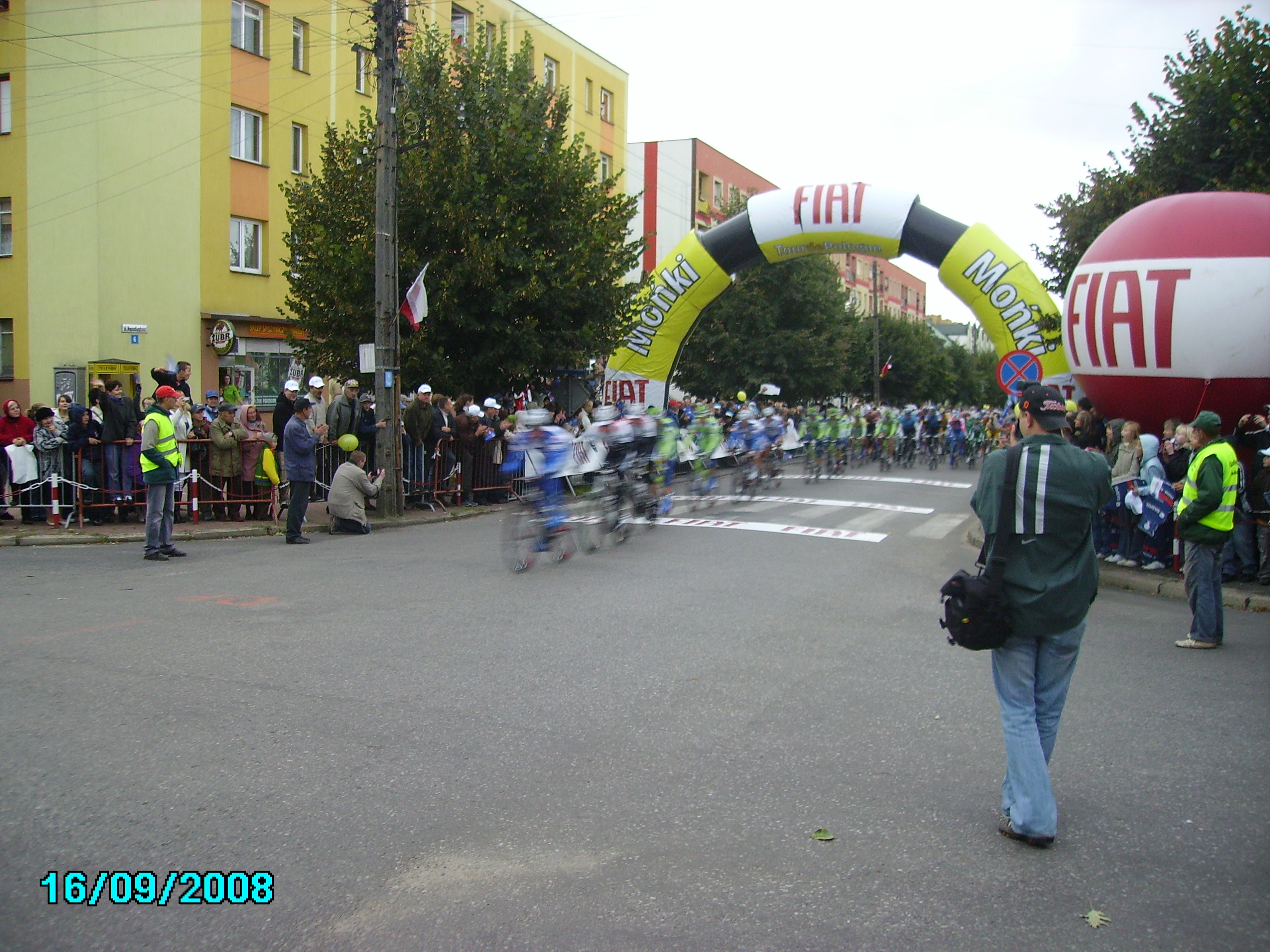
Lotna premia na al. Niepodległości w Mońkach – 3 etap (Mikołajki -> Białystok dn. 16.IX.2008)

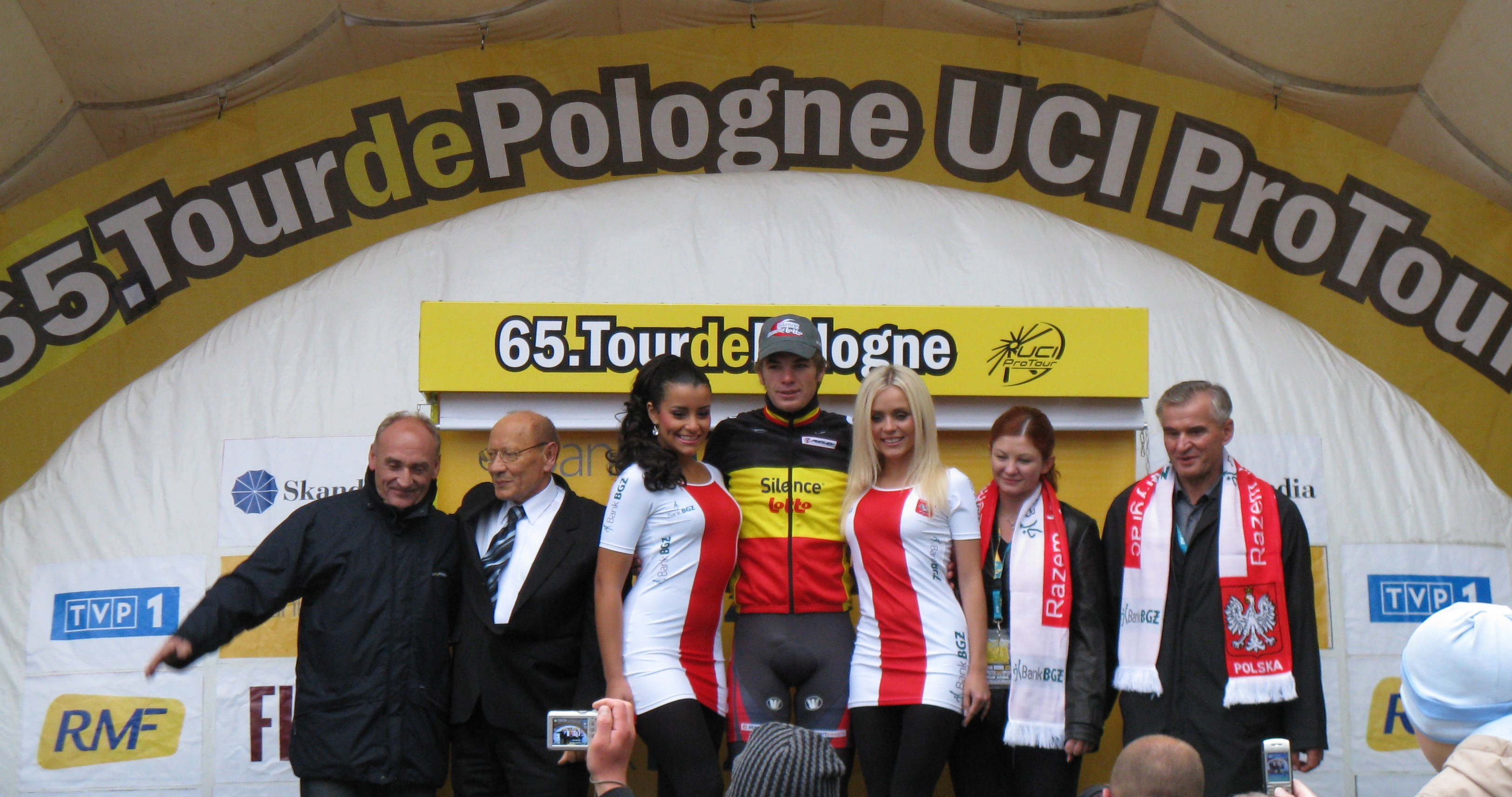
Jürgen Roelandts zwycięzca 5. etapu TdP 2008 (Rzeszów, 19 września)

| Etap     | Data        | Start – meta                             | Długość (km) | Typ         | Zwycięzca etapu    | Lider                  | Wikinews                            |
| I etap   | 14 września | Warszawa                                 | 4            | płaski      | Team CSC Saxo Bank | Lars Ytting Bak        | zapowiedź \| wyniki \| fotoreportaż |
| II etap  | 15 września | Płock – Olsztyn                          | 231,2        | płaski      | Allan Davis        | Murilo Fischer         | zapowiedź \| wyniki \| fotoreportaż |
| III etap | 16 września | Mikołajki – Białystok                    | 184,8        | płaski      | Angelo Furlan      | Allan Davis            | zapowiedź \| wyniki \| fotoreportaż |
| IV etap  | 17 września | Bielsk Podlaski Siemiatycze – Lublin     | 243,6 203,3  | płaski      | etap anulowany     | Allan Davis            | zapowiedź \| wyniki \| fotoreportaż |
| V etap   | 18 września | Nałęczów – Rzeszów                       | 239,7        | pagórkowaty | Jürgen Roelandts   | José Joaquín Rojas Gil | zapowiedź \| wyniki \| fotoreportaż |
| VI etap  | 19 września | Krynica-Zdrój Piwniczna-Zdrój – Zakopane | 206,2 118    | górski      | Jens Voigt         | Jens Voigt             | zapowiedź \| wyniki \| fotoreportaż |
| VII etap | 20 września | Rabka-Zdrój Wadowice – Kraków            | 157,6 95,4   | pagórkowaty | Robert Förster     | Jens Voigt             | zapowiedź \| wyniki \| fotoreportaż |

## Posiadacze koszulek po poszczególnych etapach
| Etapy                       | Lidera (Skandia)       | Górska (Gaspol)        | Aktywnych (Fiat) | Punktowa (Plus)   | Drużynowa          | Najwyżej sklasyfikowany Polak (TVP) |
| --------------------------- | ---------------------- | ---------------------- | ---------------- | ----------------- | ------------------ | ----------------------------------- |
| Etap 1 (Team CSC Saxo Bank) | Lars Ytting Bak        | José Joaquín Rojas Gil | Paul Martens     | Franco Pellizotti | Team CSC Saxo Bank | Maciej Bodnar                       |
| Etap 2 (Allan Davis)        | Murilo Fischer         | Łukasz Bodnar          | Andoni Lafuente  | Allan Davis       | Team CSC Saxo Bank | Maciej Bodnar                       |
| Etap 3 (Angelo Furlan)      | Allan Davis            | Marcin Sapa            | Andoni Lafuente  | Allan Davis       | Team CSC Saxo Bank | Maciej Bodnar                       |
| Etap 4 (Etap anulowany)     | Allan Davis            | Marcin Sapa            | Andoni Lafuente  | Allan Davis       | Team CSC Saxo Bank | Maciej Bodnar                       |
| Etap 5 (Jürgen Roelandts)   | José Joaquín Rojas Gil | Marco Bandiera         | Marcin Sapa      | Allan Davis       | Team CSC Saxo Bank | Maciej Bodnar                       |
| Etap 6 (Jens Voigt)         | Jens Voigt             | Tony Martin            | Marcin Sapa      | Allan Davis       | Team CSC Saxo Bank | Marek Rutkiewicz                    |
| Etap 7 (Robert Förster)     | Jens Voigt             | Jens Voigt             | Marcin Sapa      | Allan Davis       | Team CSC Saxo Bank | Marek Rutkiewicz                    |

## Etapy

### Etap 1 – 14 września 2008:Warszawa, 4 km. (TTT)
|   | Zespół           | Kraj      | Czas    |
| - | ---------------- | --------- | ------- |
| 1 | Team CSC         | Dania     | 04' 05" |
| 2 | Liquigas         | Włochy    | + 3"    |
| 3 | Caisse d’Epargne | Hiszpania | + 4"    |
| 4 | Rabobank         | Holandia  | + 6"    |
| 5 | Lampre           | Włochy    | + 6"    |

|   | Kolarz              | Kraj       | Zespół   | Czas    |
| - | ------------------- | ---------- | -------- | ------- |
| 1 | Lars Ytting Bak     | Dania      | Team CSC | 04' 05" |
| 2 | Fränk Schleck       | Luksemburg | Team CSC | + 0"    |
| 3 | Fabian Cancellara   | Szwajcaria | Team CSC | + 0"    |
| 4 | Andy Schleck        | Luksemburg | Team CSC | + 0"    |
| 5 | Gustav Erik Larsson | Szwecja    | Team CSC | + 0"    |

### Etap 2 – 15 września 2008:Płock>Olsztyn, 230,3 km.
|   | Kolarz                 | Kraj      | Zespół                  | Czas        |
| - | ---------------------- | --------- | ----------------------- | ----------- |
| 1 | Allan Davis            | Australia | Quick Step – Innergetic | 06h 10' 53" |
| 2 | Murilo Antonio Fischer | Brazylia  | Liquigas                | + 0"        |
| 3 | Mirco Lorenzetto       | Włochy    | Lampre                  | + 0"        |
| 4 | Giovanni Bernaudeau    | Francja   | Bouygues Telecom        | + 0"        |
| 5 | Jauheni Hutarowicz     | Białoruś  | Française des Jeux      | + 0"        |

|   | Kolarz                 | Kraj       | Zespół                  | Czas        |
| - | ---------------------- | ---------- | ----------------------- | ----------- |
| 1 | Murilo Antonio Fischer | Brazylia   | Liquigas                | 06h 14' 55" |
| 2 | Allan Davis            | Australia  | Quick Step – Innergetic | + 0"        |
| 3 | Lars Ytting Bak        | Dania      | Team CSC                | + 3"        |
| 4 | Andy Schleck           | Luksemburg | Team CSC                | + 3"        |
| 5 | Fränk Schleck          | Luksemburg | Team CSC                | + 3"        |

### Etap 3 – 16 września 2008:Mikołajki>Białystok, 190,8 km.
|   | Kolarz             | Kraj      | Zespół                  | Czas       |
| - | ------------------ | --------- | ----------------------- | ---------- |
| 1 | Angelo Furlan      | Włochy    | Credit Agricole         | 4h 26' 56" |
| 2 | Luciano Pagliarini | Brazylia  | Saunier Duval-Scott     | + 0"       |
| 3 | Allan Davis        | Australia | Quick Step – Innergetic | + 0"       |
| 4 | Jauheni Hutarowicz | Białoruś  | Française des Jeux      | + 0"       |
| 5 | Denis Flahaut      | Francja   | Saunier Duval-Scott     | + 0"       |

|   | Kolarz                 | Kraj       | Zespół                  | Czas        |
| - | ---------------------- | ---------- | ----------------------- | ----------- |
| 1 | Allan Davis            | Australia  | Quick Step – Innergetic | 10h 41' 47" |
| 2 | Murilo Antonio Fischer | Brazylia   | Liquigas                | + 4"        |
| 3 | Lars Ytting Bak        | Dania      | Team CSC                | + 7"        |
| 4 | Fränk Schleck          | Luksemburg | Team CSC                | + 7"        |
| 5 | Andy Schleck           | Luksemburg | Team CSC                | + 7"        |

### Etap 4 – 17 września 2008:Bielsk PodlaskiSiemiatycze>Lublin,243,6 km203,3 km
W etapie tym, kolarze po przejechaniu dwóch okrążeń ulicami Lublina, zatrzymali się na linii mety jedno okrążenie (4,6 km) przed regulaminowym zakończeniem etapu. Dyrekcja wyścigu za zgodą komisji sędziowskiej i stosownie do artykułu 2.2.029 regulaminu UCI zdecydowała uznać etap za nieważny. W konsekwencji wszelkie klasyfikacje tego etapu zostały anulowane, wszystkie nagrody przewidziane na 4 etapie nie zostały przyznane, a bonifikaty za lotne premie były unieważnione.
W związku z tym wszystkie klasyfikacje po 3 etapie z dnia 16.09.2008 pozostały niezmienione.
Generalna Klasyfikacja po 3 etapie (Żółta koszulka):
|   | Kolarz                 | Kraj       | Zespół                  | Czas        |
| - | ---------------------- | ---------- | ----------------------- | ----------- |
| 1 | Allan Davis            | Australia  | Quick Step – Innergetic | 10h 41' 47" |
| 2 | Murilo Antonio Fischer | Brazylia   | Liquigas                | + 4"        |
| 3 | Lars Ytting Bak        | Dania      | Team CSC                | + 7"        |
| 4 | Fränk Schleck          | Luksemburg | Team CSC                | + 7"        |
| 5 | Andy Schleck           | Luksemburg | Team CSC                | + 7"        |

### Etap 5 – 18 września 2008:Nałęczów>Rzeszów, 239,7 km.
|   | Kolarz                 | Kraj      | Zespół                  | Czas       |
| - | ---------------------- | --------- | ----------------------- | ---------- |
| 1 | Jürgen Roelandts       | Belgia    | Silence – Lotto         | 5h 18' 59" |
| 2 | José Joaquín Rojas Gil | Hiszpania | Caisse d’Epargne        | + 0"       |
| 3 | Steven De Jongh        | Holandia  | Quick Step – Innergetic | + 0"       |
| 4 | Peter Wrolich          | Austria   | Gerolsteiner            | + 0"       |
| 5 | Francesco Gavazzi      | Włochy    | Lampre                  | + 0"       |

|   | Kolarz                 | Kraj      | Zespół                  | Czas        |
| - | ---------------------- | --------- | ----------------------- | ----------- |
| 1 | José Joaquín Rojas Gil | Hiszpania | Caisse d’Epargne        | 16h 00' 51" |
| 2 | Lars Ytting Bak        | Dania     | Team CSC                | + 2"        |
| 3 | Steven De Jongh        | Holandia  | Quick Step – Innergetic | + 5"        |
| 4 | Allan Davis            | Australia | Quick Step – Innergetic | + 7"        |
| 5 | Francesco Gavazzi      | Włochy    | Lampre                  | + 8"        |

### Etap 6 – 19 września 2008:Krynica-ZdrójPiwniczna-Zdrój>Zakopane,206,2 km192 km
|   | Kolarz            | Kraj      | Zespół                  | Czas      |
| - | ----------------- | --------- | ----------------------- | --------- |
| 1 | Jens Voigt        | Niemcy    | Team CSC                | 3h 05' 55 |
| 2 | Tony Martin       | Niemcy    | Team Columbia           | + 47      |
| 3 | Franco Pellizotti | Włochy    | Liquigas                | + 75      |
| 4 | Marek Rutkiewicz  | Polska    | BGŻ Polska              | + 75      |
| 5 | Allan Davis       | Australia | Quick Step – Innergetic | + 84      |

|   | Kolarz            | Kraj      | Zespół                  | Czas       |
| - | ----------------- | --------- | ----------------------- | ---------- |
| 1 | Jens Voigt        | Niemcy    | Team CSC                | 19h 06' 50 |
| 2 | Lars Ytting Bak   | Dania     | Team CSC                | + 82       |
| 3 | Franco Pellizotti | Włochy    | Liquigas                | + 84       |
| 4 | Allan Davis       | Australia | Quick Step – Innergetic | + 87       |
| 5 | Francesco Gavazzi | Włochy    | Lampre                  | + 88       |

### Etap 7 – 20 września 2008:Rabka-ZdrójWadowice>Kraków,157,6 km.95,4 km.
| Etap 7 rezultaty: \| \| Kolarz \| Kraj \| Zespół \| Czas \| \| - \| ------------------ \| -------- \| ------------------ \| --------- \| \| 1 \| Robert Förster \| Niemcy \| Gerolsteiner \| 2h 06' 28 \| \| 2 \| Alberto Curtolo \| Włochy \| Liquigas \| + 0' \| \| 3 \| Jauheni Hutarowicz \| Białoruś \| Française des Jeux \| + 0' \| \| 4 \| Peter Wrolich \| Austria \| Gerolsteiner \| + 0' \| \| 5 \| Angelo Furlan \| Włochy \| Credit Agricole \| + 0' \| |                    |          |                    |           |
| | Kolarz             | Kraj     | Zespół             | Czas      |
| 1 | Robert Förster     | Niemcy   | Gerolsteiner       | 2h 06' 28 |
| 2 | Alberto Curtolo    | Włochy   | Liquigas           | + 0'      |
| 3 | Jauheni Hutarowicz | Białoruś | Française des Jeux | + 0'      |
| 4 | Peter Wrolich      | Austria  | Gerolsteiner       | + 0'      |
| 5 | Angelo Furlan      | Włochy   | Credit Agricole    | + 0'      |

## Klasyfikacja generalna
|    | Kolarz            | Kraj       | Zespół                  | Czas       | UCI Punkty |
| -- | ----------------- | ---------- | ----------------------- | ---------- | ---------- |
| 1  | Jens Voigt        | Niemcy     | Team CSC                | 21h 13' 18 | 50         |
| 2  | Lars Ytting Bak   | Dania      | Team CSC                | +1' 22"    | 40         |
| 3  | Franco Pellizotti | Włochy     | Liquigas                | +1' 24"    | 35         |
| 4  | Allan Davis       | Australia  | Quick Step – Innergetic | +1' 27"    | 30         |
| 5  | Francesco Gavazzi | Włochy     | Lampre                  | +1' 28"    | 25         |
| 6  | Grégory Rast      | Szwajcaria | Team Astana             | +1' 33"    | 20         |
| 7  | Mirco Lorenzetto  | Włochy     | Lampre                  | +1' 36"    | 15         |
| 8  | David Loosli      | Szwajcaria | Lampre                  | +1' 37"    | 10         |
| 9  | Kjell Carlström   | Finlandia  | Liquigas                | +1' 37"    | 5          |
| 10 | Marek Rutkiewicz  | Polska     | Team Poland Bank BGŻ    | +1' 37"    | 2          |

## Klasyfikacja najaktywniejszych
|   | Kolarz          | Kraj      | Zespół               | Punkty |
| - | --------------- | --------- | -------------------- | ------ |
| 1 | Marcin Sapa     | Polska    | Team Poland Bank BGŻ | 18     |
| 2 | Andoni Lafuente | Hiszpania | Euskaltel – Euskadi  | 9      |
| 3 | Łukasz Bodnar   | Polska    | Team Poland Bank BGŻ | 6      |

## Klasyfikacja górska
|   | Kolarz               | Kraj      | Zespół               | Punkty |
| - | -------------------- | --------- | -------------------- | ------ |
| 1 | Jens Voigt           | Niemcy    | Team CSC Saxo Bank   | 29     |
| 2 | Marek Rutkiewicz     | Polska    | Team Poland Bank BGŻ | 9      |
| 3 | Mark Irizar Aranburu | Hiszpania | Euskaltel – Euskadi  | 6      |

## Klasyfikacja punktowa
|   | Kolarz             | Kraj      | Zespół             | Punkty |
| - | ------------------ | --------- | ------------------ | ------ |
| 1 | Allan Davis        | Australia | Quick Step         | 18     |
| 2 | Jürgen Roelandts   | Niemcy    | Silence-Lotto      | 9      |
| 3 | Yauheni Hutarovich | Białoruś  | Française des Jeux | 6      |

## Najlepsze czasy zespołu
|   | Zespół           | Kraj      | Czas        |
| - | ---------------- | --------- | ----------- |
| 1 | Team CSC         | Dania     | 63h 43' 35" |
| 2 | Liquigas         | Włochy    | + 49"       |
| 3 | Caisse d’Epargne | Hiszpania | + 53"       |

## Najlepszy z Polaków
|     | Kolarz           | Zespół               | Czas        |
| --- | ---------------- | -------------------- | ----------- |
| 10. | Marek Rutkiewicz | Team Poland Bank BGŻ | 21h 14' 55" |